# Neufeld an der Leitha
Neufeld an der Leitha (ungarisch Lajtaújfalu; kroatisch Najfelt) ist eine Stadt mit 3621 Einwohnern (Stand 1. Jänner 2024) im Burgenland im Bezirk Eisenstadt-Umgebung in Österreich.

## Geografie

### Geografische Lage
Die Stadt liegt im nördlichen Burgenland am Fluss Leitha nahe der Landeshauptstadt Eisenstadt. Neufeld an der Leitha ist der einzige Ort in der Stadtgemeinde. Der nordöstlich gelegene Neufelder See ist ein reizvolles künstliches Gewässer, das aus einem ehemaligen Braunkohlebergbau (1807 bis 1932) entstanden ist. Im Südosten liegt der ebenfalls durch Kohleabbau (1948 bis 1953) entstandene Bauernsee. Die beiden Orte Ebenfurth und Neufeld sind zusammengewachsen und werden nur durch die Leitha getrennt, die hier auch die natürliche Grenze zwischen Niederösterreich und dem Burgenland bildet. Ebenso schließt der zu Steinbrunn gehörende Ortsteil Steinbrunn neue Siedlung unmittelbar an die Neufelds an und ist für Ortsunkundige nur an den Ortstafeln zu erkennen.

### Nachbargemeinden
| Ebenfurth (NÖ)   | Pottendorf (NÖ)                             | Hornstein  |
|                  | Kompassrose, die auf Nachbargemeinden zeigt |            |
| Zillingdorf (NÖ) |                                             | Steinbrunn |

## Geschichte
Es wurden frühestbronzezeitliche Bestattungen vom Typ Leithaprodersdorf-Gruppe (2300 bis 2000 vor Christus) gesichert, dieser Fund markiert der Beginn der Neufelder Urgeschichte. Aus dem Zeitraum 1600 bis 1300 vor Christus stammte ein mittelbronzezeitliches Kriegergrab mit Rapierschwert. Ein spätbronzezeitliches Gräberfeld mit einem seltenen Bogenschützengrab (ältere Urnenfelderkultur 1200 bis 1050 vor Christus) wurde an der Westseite des Bauernsees gefunden, zeitlich lässt sich dieser Fund zwischen 1300 und 750 vor Christus einordnen. Die Ausdehnung des Gräberfeldes lässt auf eine Ansiedlung schließen. Den Beginn der Herausbildung eines keltischen Kulturraumes östlich der Leitha zeigt ein frühlatènezeitliches Kriegergrab (450 bis Christi Geburt). 
Das Institut für Ur- und Frühgeschichte der Universität Wien untersuchte mit Fördermitteln des FWF und der Methode Light detection and ranging aus dem Flugzeug den Leitha-Raum zwischen Wiener Neustadt und Bruck an der Leitha um noch unbekannte Fundorte ausfindig zu machen (Einzelprojekt P18674), die Ergebnisse werden in einer Habilitationsschrift veröffentlicht. Vor Christi Geburt war das Gebiet Teil des keltischen Königreiches Noricum und gehörte zur Umgebung der keltischen Höhensiedlung Burg auf dem Schwarzenbacher Burgberg.
Später unter den Römern lag das heutige Neufeld dann in der Provinz Pannonia, eine römische Nebenstraße von Ödenburg (Skarbantia) über Baden (Aquae) nach Wien (Vindobona) führte bei Neufeld-Ebenfurth über die Leitha. Als Beginn der Neufelder Geschichte gilt der Streufund eines Geldstückes mit dem Bild von Kaiserin Faustina II. datiert auf 161 nach Christus. Einen weiteren Beleg menschlicher Anwesenheit in historischer Zeit stellt der Fund einer römischen Münze mit dem Bild von Kaiser Valentinian I. dar, er war Kaiser im Westen des römischen Imperiums von 364 bis 375.
Im Frühmittelalter kam es zu Reichsbildungen asiatischer Reitervölker wie das der Awaren die im 6. Jahrhundert Pannonien beherrschten und das der Ungarn, die ab dem späten 9. Jahrhundert immer wieder Einfälle über die Leithaübergänge bei Neudörfl und Neufeld-Ebenfurth durchführten (Wiener Neustädter Pforte).

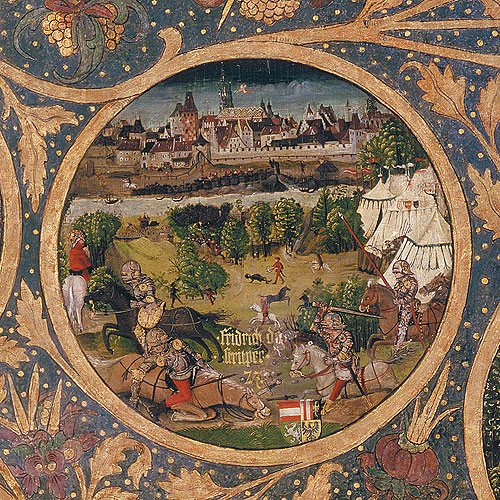
Tod Friedrichs II. in der Schlacht an der Leitha (aus dem 15. Jahrhundert)

Am 15. Juni 1246 fand wahrscheinlich am Neufelder Hotter die Schlacht an der Leitha statt, bei der Friedrich II. fiel, womit die Babenberger im Mannesstamm erloschen.
Am Neufelder Hotter wird zum ersten Mal im Jahr 1245 ein Kleindorf mit dem Namen Sebreth erwähnt, welches auch Seyfried, Seyfrieds, Sefred, Seibersdorf, Sifridsdorf, Seberstorff genannt wurde. Die Namensgebung ist nicht eindeutig geklärt, es kommen zwei Namensgeber in Frage Sebreth von Antau und Syffried von Haslowe. Sebreth wurde 1309 das letzte Mal urkundlich genannt und gehörte einem Zweig der ungarischen Adelsfamilie Osl. Eine meierhofartige Villa aus diesem Zeitraum wurde Ungerdorf (auch Ungardorf) genannt, die erste urkundliche Nennung datiert auf den 28. August 1290 und passierte im Zusammenhang mit der Ebenfurther Maut und Hilfeleistung gegen ungarische Angriffe. Beide Siedlungen wurden zur Wüstung.

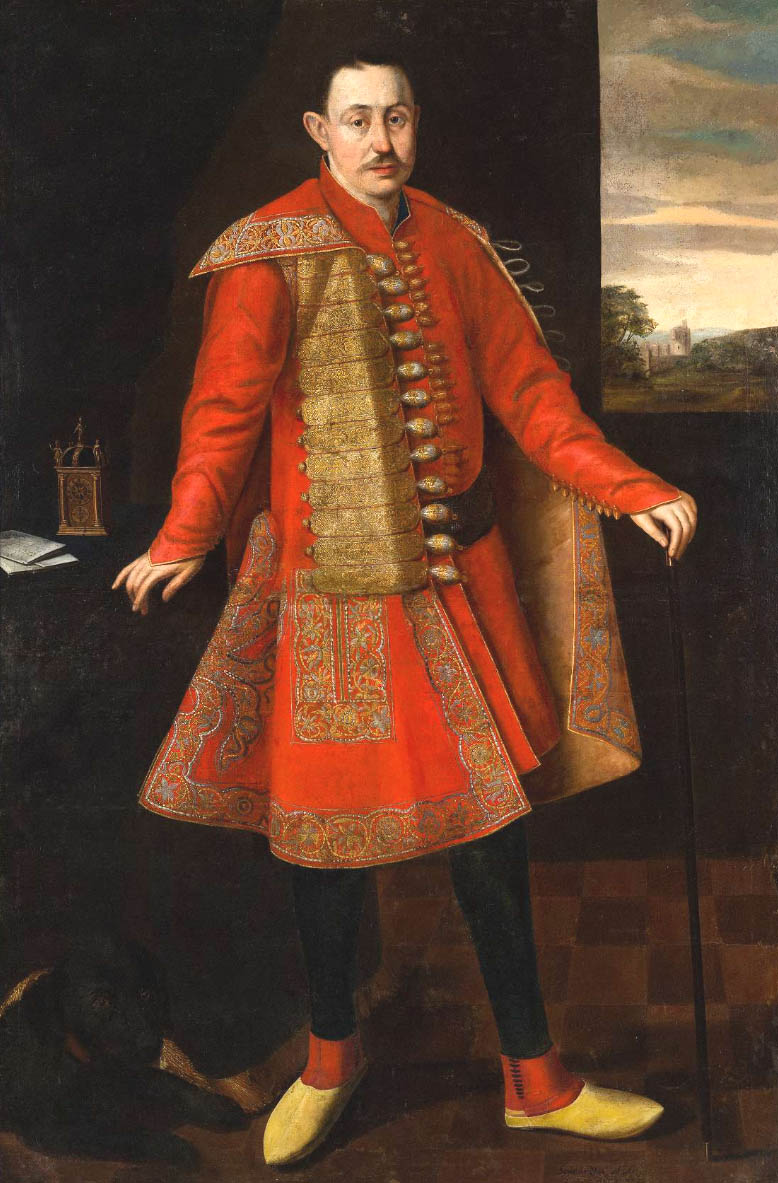
Franz III. Graf Nádasdy um 1656

Die älteste Nennung Das Neüfeldt ist noch eine Riedenbezeichnung und findet sich im Hornsteiner Grundbuch.
Nachdem der Ungarische Reichstag in Pressburg die Rückkehr der Herrschaft Hornstein zum Königreich Ungarn beschlossen hatte, ließ Franz III. Graf Nádasdy ab dem 26. September 1647 den Reichsfreiherrn Rudolf von Stotzingen von seinen Söldnern vertreiben.
Ein ungarisches Gericht sprach Franz III. am 3. Juni 1648 die Herrschaft gegen eine Zahlung von 150.000 Gulden zu, den Betrag erhielt Rudolf von Stotzingen 1650.
Bereits 1647/1648 sollen am Neufelder Hotter drei Häuser bestanden haben: Denn so ist zwischen Hornstain und Ebenfurth ein Dorf gestanden, so man aniezo im Werkh wieder zu stiften, gestalten dass bereiths 3 Heüser wider erbauet worden. 
Der Hornsteiner Grundherr Graf Franz III. Nádasdy legte die heutige Siedlung Neufeld auf einer Herrschaftsbreite des zur Wüstung verkommenen Ortes Ungerdorf an. Das früheste Neufeld bestand aus einem Kastell, einem bäuerlichen Teil und einem Judenstadtl und war als Schmalangerdorf ausgeführt. Als erste urkundliche Erwähnung gilt der 1. März 1651, in einem Ab- und Ausgabenrechnungsbuch der Fürstlich Esterházyschen Grundherrschaft wird für Neufeld dieses Datum als Beginn einer Weinausschankgenehmigung genannt. Die Besiedlung ist mit Sicherheit früher anzunehmen, weil für den 1. März 1651 Richter (~Bürgermeister) und Geschworene (~Gemeinderäte) als bestehend angeführt werden.
1653–1655 erfolgt die Übergabe der Häuser an portugiesische Juden.
Bei einer Feststellung der bäuerlichen Anwesen in Neufeld 1656 wurden 17 ältere und 10 jüngere Häuser bzw. Hofstätten gezählt.
1666 trat Nádasdy der Magnatenverschwörung bei, an deren Spitze er ab 1667 stand. Nach der Niederschlagung wurde er im Schloss Pottendorf – die Herrschaft Pottendorf hatte er 1665 gekauft – verhaftet und am 30. April 1671 wegen Hochverrates mit dem Schwert enthauptet. In Folge wurde die Herrschaft Hornstein für das kaiserliche Kammergut eingezogen und an die Grafen Gottlieb von Windisch-Graetz, Georg Széchenyi und Michael von Althan verpfändet.

### Kohleabbau
1807 wurde mit dem Abbau von Lignitkohle begonnen. Die Jahresförderung 1808 betrug 3460 Centen (1 Centen = 56 kg). Die frische Kohle enthielt 25 % Grubenfeuchtigkeit, 16–20 % Asche und 5–6 % Schwefelkies. Durch den Schwefelkies entsteht beim Verbrennen Schwefelwasserstoff, der für den Smog in Neufeld verantwortlich war. Die aus diesem Grund hohe Kindersterblichkeit erreichte in den 1920er Jahren ihren Höhepunkt, ein Viertel der Kinder erreichte das 14. Lebensjahr nicht.
Die Pferdeeisenbahn vom Kohleverladeplatz (heutiger Bahnhof) zum Knoten Ebenfurth nahm am 20. März 1872 ihren Betrieb auf. Am 28. Oktober 1879 wurde die Teilstrecke Ödenburg-Ebenfurth der ROEE eröffnet.

Neufeld (links oben) um 1873 (Aufnahmeblatt der Landesaufnahme)

Zum Jahreswechsel 1903/1904 endete die erste Bergbauphase, die Produktion sank stetig und die Instandsetzungskosten für die Wasserpumpe waren zu hoch, die Grube ersoff.
Die zweite Bergbauphase dauerte von 1916 bis 1932 und die Stilllegung erfolgte aus ähnlichen Gründen wie bei der ersten Phase. Bis 1934 entstand aus den 1922/1923 zusammengewachsenen Gruben der Neufelder See (See I). Die dritte Bergbauphase begann 1948, mit Mitteln aus dem Marshallplan, das wirtschaftlich zu gewinnende Vorkommen war 1953 erschöpft. Aus dieser Grube entstand der Bauernsee (See II).

### Textilindustrie
Die Actiengesellschaft der ersten ungarischen Jute-Spinnerei und Weberei startete am 16. Oktober 1889 mit etwa 1000 Arbeitern und Arbeiterinnen die Produktion im Werk Neufeld – das Werk II wurde am 15. Februar 1899 eröffnet. Nach dem Ende des Ersten Weltkrieges wurden die Erste österreichische Jutespinnerei und Weberei Wien, die Erste österr. Hanfspinnerei, Bindfaden- und Seilfabrik Pöchlarn -Lieser und Duschnitz und die Erste ungarische Jutespinnerei und Weberei in Neufeld zur Hanf-, Jute- und Textilindustrie-Aktiengesellschaft, kurz HITIAG, zusammengeführt.
In den Jahren 1971/72 wurde die Jutespinnerei und -weberei in Neufeld stillgelegt und mit den verbliebenen Maschinen und einem deutschen Partner eine Fabrik zur Veredelung von Textilgarn eingerichtet, am Nachfolgebetrieb AUTEXA hielt die HITIAG 50 %. Am 31. Juli 1985 endete mit dem Konkurs der Firma AUTEXA die Existenz der Firma HITIAG in Neufeld. Teile der ehemaligen HITIAG-Werkshallen wurden bereits seit 1972 von Myrtle Mill der heutigen Österreichischen Kuvertindustrie Ges.m.b.H. als Produktionsstandort genutzt, 1989 wurde diese Produktion nach Hirm verlegt.

### Seit dem Ersten Weltkrieg
Nach dem Ersten Weltkrieg folgte für Deutsch-Westungarn eine unruhige Zeit. Der Ausrufung der Republik Österreich am 12. November 1918 folgte am 6. Dezember 1918 die Ausrufung der deutschen Republik Heinzenland (Westungarn mit der Hauptstadt Oedenburg) in Mattersburg. In Neufeld wurden Leutnant Erich Trenner von der Wiener Neustädter Stadtwehr und drei Mann, nach dem Versuch Gewehre, Munition sowie Handzettel zu verteilen neben der Verhaftung der Neufelder Gendarmen, Finanzwachebeamten und des Bahnhofsoffiziers, gefangen genommen und nach Oedenburg transportiert.
Am 23. März 1919 vereinigten sich die kommunistische und die sozialdemokratische Partei Ungarns zur Ungarländischen sozialistischen Partei, das war der Beginn der ungarischen Räterepublik. Neben der Propaganda gab es für den ungarischen Grenzort Neufeld noch andere spürbare Folgen wie, die Beschlagnahmung des Braunkohlebergbaus, die Verhängung einer vollständigen Grenzsperre am 3. April und die Verstärkung der Besatzung nach einer Schießerei der Volkswehrbereitschaft an der Leithabrücke im Mai. Nach der Abdankung der Räteregierung am 27. Juli und einem kurzen sozialdemokratischen Intermezzo, das durch die Besetzung Budapests durch rumänische Truppen ein jähes Ende fand, erzwang die Entente am 6. August 1919 eine Konzentrationsregierung unter dem christlichsozialen Stephan Friedrich, dies war der Beginn der weißen Revolution.
Der Ort gehörte wie das gesamte Burgenland bis 1920/1921 zu Ungarn (Deutsch-Westungarn). Seit 1898 musste aufgrund der Magyarisierungspolitik der Regierung in Budapest der ungarische Ortsname Laijtaújfalu verwendet werden. Nach Ende des Ersten Weltkrieges wurde nach zähen Verhandlungen Deutsch-Westungarn in den Verträgen von St. Germain und Trianon 1919 Österreich zugesprochen. Der Ort gehört seit 1921 zum neu gegründeten Bundesland Burgenland (siehe auch Geschichte des Burgenlandes).
Neufeld an der Leitha wurde 1997 zur „Stadtgemeinde“ ernannt (durch VO 23, Marktgemeinde 38/1987).
Seit 2001 ist die Stadt eine Klimabündnis Gemeinde. Gemeinsames Ziel der Bündnispartner ist der Erhalt des globalen Klimas.

### Bevölkerungsentwicklung
Die noch unter ungarischer Verwaltung durchgeführten Volkszählungen weisen für Neufeld einen Anteil magyarischer Bevölkerung von 11,8 % (1900), 15,7 % (1910) bzw. 14,0 % (1920) aus. Nach der Angliederung des Burgenlandes an Österreich sank dieser Anteil bis 1934 auf unter 5 %. 2001 zählten sich 1,4 % der Bewohner als ungarischsprachig. Der Anteil der Kroaten betrug 1900 6,8 % bzw. 1910 5,4 % und sinkt bis 1923 auf 2,9 % ab. 2001 führten 1,5 % der Einwohner Kroatisch als Umgangssprache an (Wohnbevölkerung mit österreichischer Staatsbürgerschaft).

## Kultur und Sehenswürdigkeiten

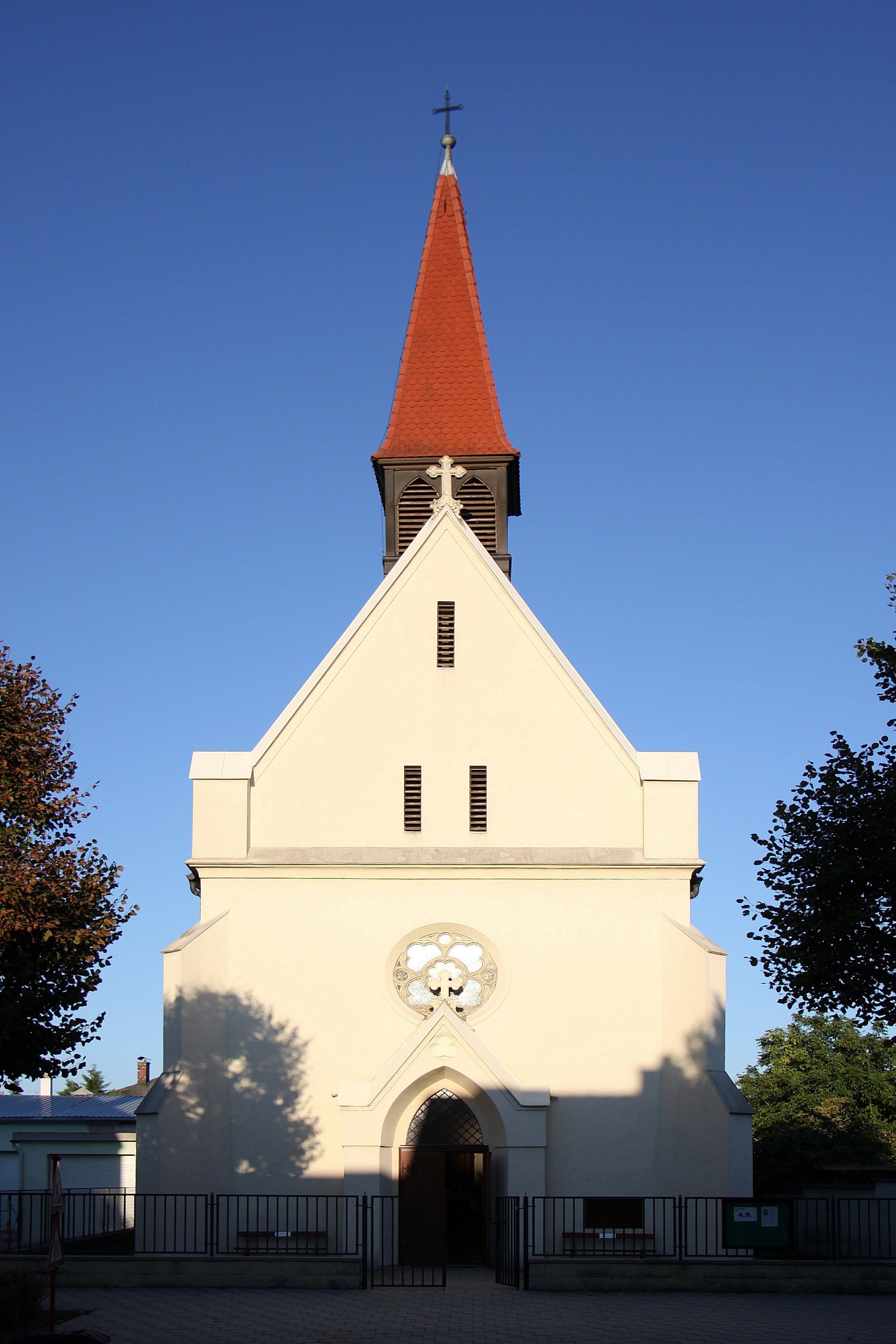
Evangelische Pfarrkirche Neufeld an der Leitha

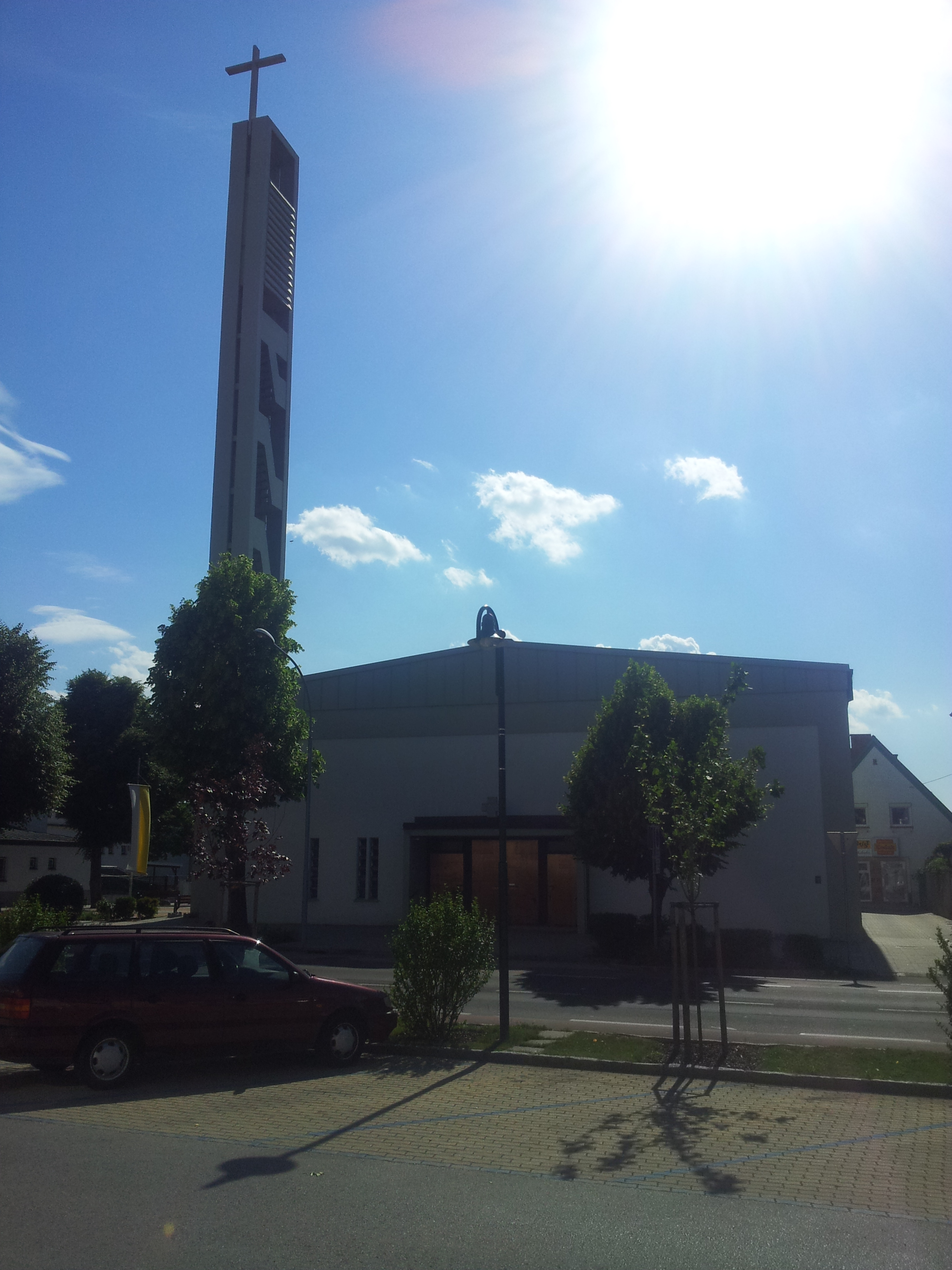
Katholische Pfarrkirche Neufeld an der Leitha

- Evangelische Pfarrkirche Neufeld an der Leitha: Ein neogotischer Sakralbau aus dem Jahr 1904 mit einem dreijochigen Kirchenschiff, einem Chor mit 5/8-Schluss und einem Dachreiter über einer hohen Giebelfassade.
- Katholische Pfarrkirche Neufeld an der Leitha hl. Michael: Die Kirche wurde 1967 erbaut.
- Wahrzeichen Feldkapelle: Eine erste urkundliche Erwähnung erfolgte 1760 und die Feldkapelle gehört zu den ältesten noch erhaltenen Bauten in Neufeld.
- Uhrturm-Denkmal: Der Uhrturm der ehemaligen HITIAG wurde nach dem Abbruch derselben im September 1997 als Denkmal errichtet. Der Uhrturm wurde so dargestellt, als ob die gesamte Fabrik versunken wäre und nur noch derselbe hervorragen würde. Das Denkmal soll kommende Generationen an die industrielle Blütezeit der ehemaligen Industriehochburg Neufeld erinnern.
- 1. Burgenländisches Bäckereimuseum: Das Museumsgebäude dient schon aus einer Zeit vor 1899 bis heute als Bäckerei. Die zur Schau gestellten Arbeitsgeräte stammen aus dem Zeitraum von Ende des 19. Jahrhunderts bis etwa 1955.
- Kreuzweg: Er wurde von den Neufelder Ratsch'nbuam errichtet und führt vom Marterl bis zur Feldkapelle mit insgesamt 15 Stationen, die Einweihung erfolgte am 29. Juni 2005. Die ersten 14 Stationen orientieren sich an der traditionellen Darstellung, während die letzte Station die im 20. Jahrhundert aufgekommene Auferstehung Jesu Christi aus dem Grabe zeigt.
- Dreifaltigkeitssäule: mit der Inschrift: „Ehre sei Gott in der Höhe“; flankiert vom Heiligen Antonius (links) und dem Heiligen Franziskus (rechts); trägt auf der Rückseite die Inschrift Gebaut 1900

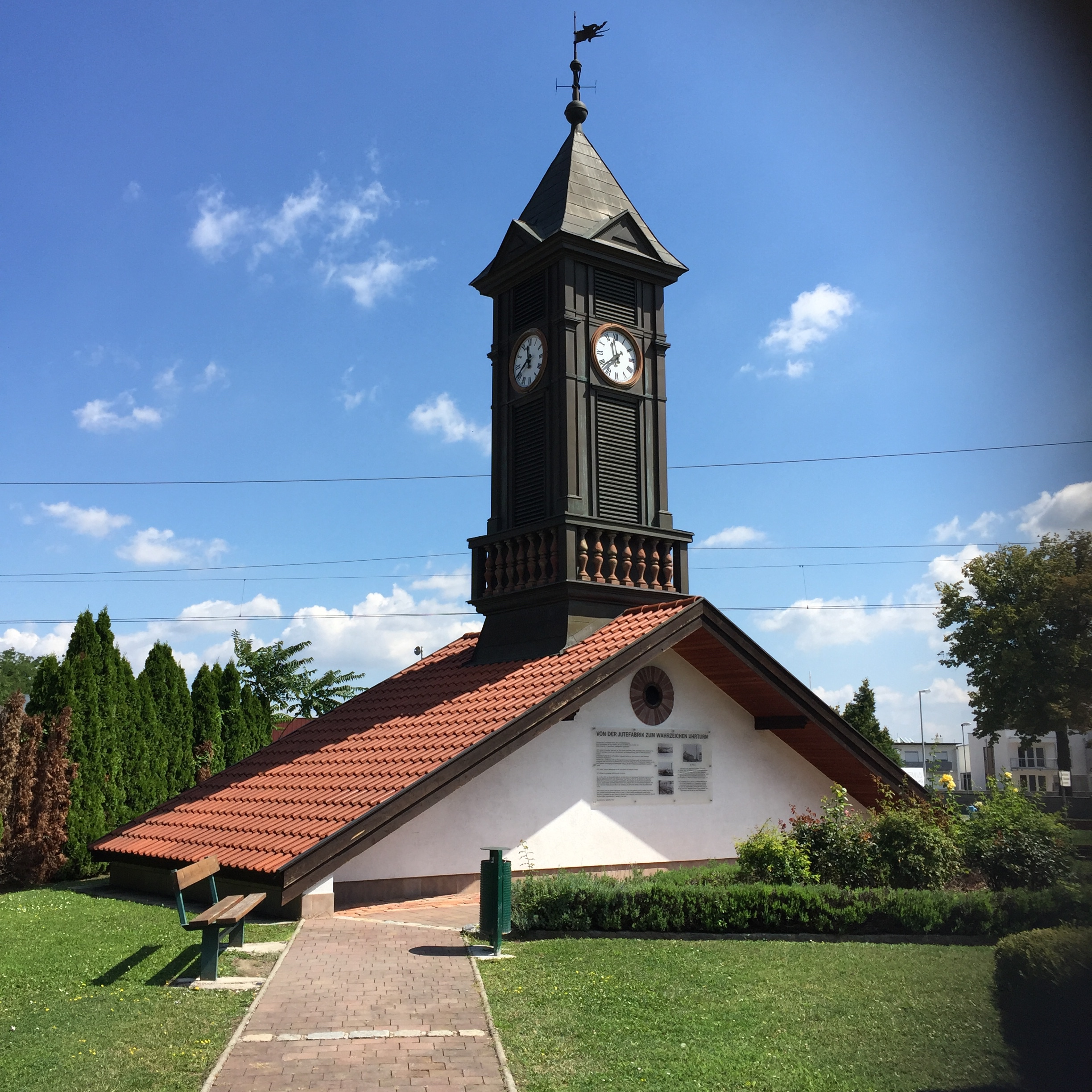
Uhrturm-Denkmal
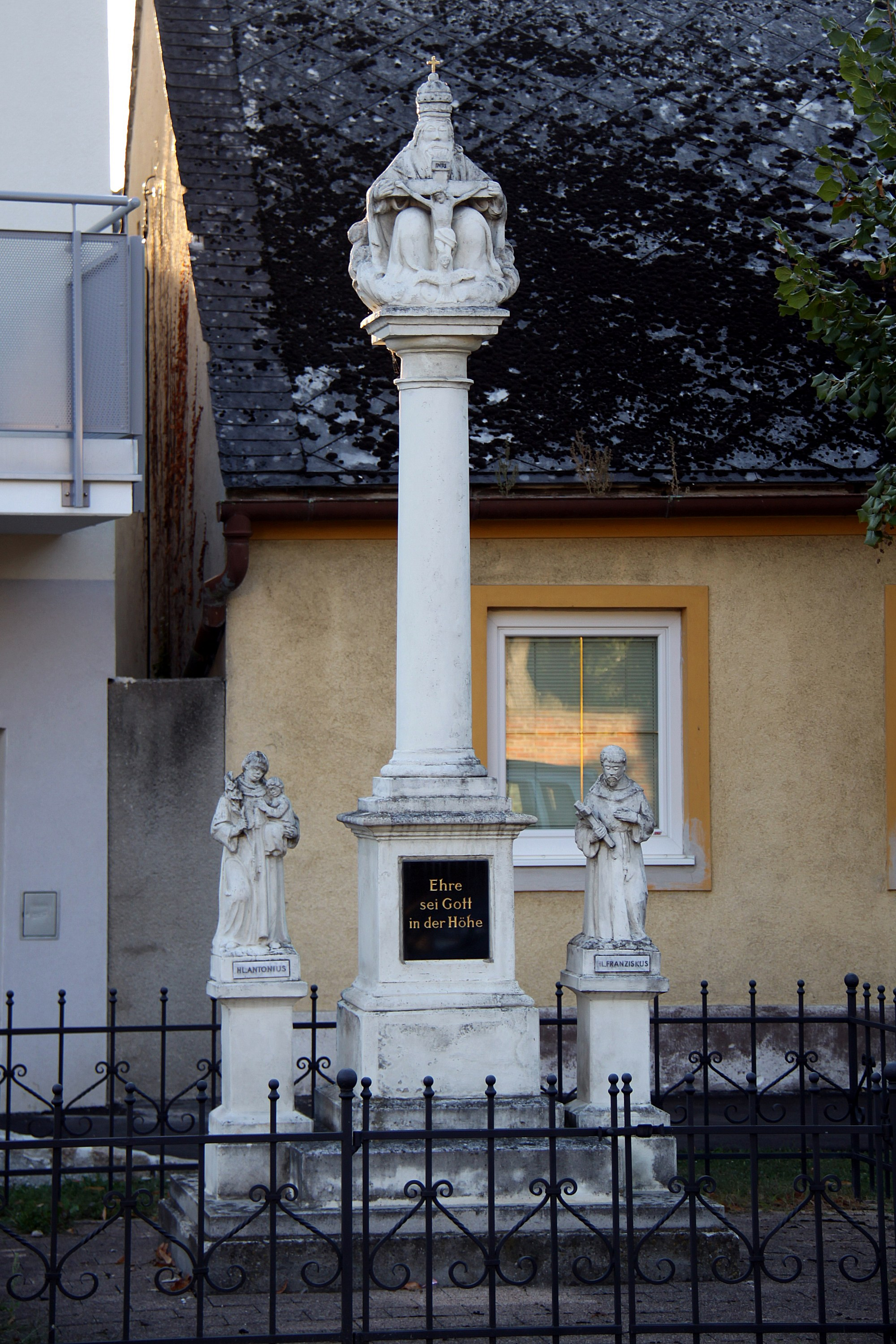
Dreifaltigkeitssäule

## Wirtschaft und Infrastruktur

### Verkehr
- Bahn: Der Neufelder Bahnhof ist Teil der Verbindung Győr-Sopron-Ebenfurth (Raab-Ödenburg-Ebenfurth) und wird von der Raaberbahn AG betrieben. Es fahren Züge der Regionalexpresslinie 6 nach Deutschkreutz und Bratislava-Petržalka über Wien. Diese fahren im Stundentakt, am Morgen und Abend fahren diese auch halbstündlich zum Wiener Hauptbahnhof.
- Straße: Die Regionalbusse (562/563) der Wiener Neustädter Stadtwerke stellen eine alternative, öffentliche Verbindung zwischen Wiener Neustadt und Eisenstadt dar. Durch die Anschlussstelle 30 (Hornstein) ist eine gute Anbindung an die Südost Autobahn (A3) gegeben.

### Ansässige Unternehmen
Das Unternehmen J. Medinger & Söhne startete hier 1886 mit der Produktion von Wein(stein)säure und Ammoniak für die Weinbauindustrie. Nach dem Zweiten Weltkrieg waren die Gebäude fast vollständig zerstört und nach dem Wiederaufbau spezialisierte man sich auf die Herstellung von Fluorkohlenwasserstoffe. Seit 1983 kooperierte das Unternehmen mit der Werft Chemie Austria und von 1984 an mit der Waldheim Pharmazeutika GmbH.
Die 1990 gegründete Sanochemia Pharmazeutika AG hat heute hier ihren Synthese- und Produktionsstandort.
Im 20. Jahrhundert war hier direkt neben der Chemieprodukte-Fabrik die HITIAG (Hanf-, Jute- und Textilindustrie-Aktiengesellschaft) ansässig und bis zur Stilllegung derselben wurde hier mit bis zu 1988 Mitarbeitern (Höchststand, im Jahr 1928) produziert. Die Produktionshallen wurden 1996/97 abgebrochen und heute erinnert das „Uhrturm-Denkmal“ an diese Industrie-Ära.

### Bildung
- Kindergarten: Der Neufelder Kindergarten führt sechs Gruppen und eine Kinderkrippe.
- Volksschule: Die Lollipop Volksschule mit der Schulkennzahl 103101 führt acht Klassen. Das Maskottchen ist „Mr. Lollipop“, ein grüner Drache mit einem Dauerlutscher. Die Neufelder Volksschule setzt ihren Schwerpunkt auf Projektorientierung und Teamarbeit. Soziales Lernen und Inklusion werden groß geschrieben. Es besteht die Möglichkeit, im Anschluss an den Unterricht ein nahegelegenes Tagesheim zu besuchen, wo ca. 75 Plätze zur Verfügung stehen.
- Hauptschule: Die ICT-HS Neufeld des Ortes mit der Schulkennzahl 103012 führt acht Klassen und wurde in eine Neue Mittelschule umgewandelt, der Schwerpunkt liegt auf Informatik.

### Sport
- Schachklub Neufeld-Steinbrunn – Die Wurzeln des ASKÖ Schachklub Neufeld/Steinbrunn[12] liegen im Neufelder Arbeiterschachklub der 1. Republik. Die Neugründung erfolgte im Jahr 1959. Meisterschaftsteilnahme in NÖ – 1. Klasse Süd bis 1964. Gründung des Burgenländischen Schachverbandes im Jahre 1965 unter maßgeblicher Teilnahme Neufelder Funktionäre. Fusion mit der Nachbargemeinde Steinbrunn im Jahr 1987; sechsmaliger Landesmannschaft- und viermaliger Einzelmeisterschaftsgewinner. Derzeit Teilnahme mit drei Mannschaften an der Burgenländischen Mannschaftsmeisterschaft[13][14]
- Fußball-Club ASV Neufeld – Der ArbeiterSport Verein Neufeld wurde im Jahr 1923 gegründet und ist aus der sozialistischen Jugendbewegung hervorgegangen. Die erste Gründung des Arbeitersportvereines Neufeld fand im Jahr 1895 statt. Der ASV nahm an der Staatsliga B (1952/53) teil und beendete diese Meisterschaft auf dem letzten Platz. In der Saison 1972/1973 endete der prägende Einfluss des ASV auf den burgenländischen Fußball, aktuell spielt der ASV in der 2. Klasse Nord. Seit 2015 veranstaltet der ASV Neufeld jährlich das internationale „Geza Gallos Nachwuchs-Gedenkturnier“ für U8- und U10-Mannschaften.
- Tennis-Club TC Neufeld – Der Tennisclub Neufeld wurde am 25. Mai 1959 gegründet.[15][16] Der Verein stellte in den vergangenen Jahren mehrmals den Landesmeister sowohl bei den Damen als auch bei den Herren. Es werden auch alljährlich verschiedene Veranstaltungen wie zum Beispiel die „Seen-Trophy“ durchgeführt. Die Herrenmannschaft spielt aktuell in der Landesliga B.[17]
- Tauchen wird im Neufelder See ganzjährig betrieben.
- Neufelder Triathlon – Dies ist seit 1988 eine der ältesten österreichischen Triathlon-Sportveranstaltungen und am Ufer des Neufelder See wurden in den vergangenen Jahren schon mehrfach die Staatsmeisterschaften ausgetragen.
- Leitharadweg – Der 61 km lange Weg führt am Neufelder See und am Bauernsee vorbei.
- Erlebnisarena Neufeldersee: Vier Rundwege mit unterschiedlichen Längen von 1,5 km bis 11,9 km im Raum Neufeld. Die Eröffnung erfolgte am 26. Oktober 2024.

## Politik

### Gemeinderat
Der Gemeinderat umfasst aufgrund der Einwohnerzahl insgesamt 23 Mitglieder.
| Partei          | 2022             | 2022             | 2022             | 2017             | 2017             | 2017             | 2012             | 2012             | 2012             | 2007             | 2007             | 2007             | 2002             | 2002             | 2002             | 1997             | 1997             | 1997             |
| Partei          | Sti.             | %                | M.               | Sti.             | %                | M.               | Sti.             | %                | M.               | Sti.             | %                | M.               | Sti.             | %                | M.               | Sti.             | %                | M.               |
| --------------- | ---------------- | ---------------- | ---------------- | ---------------- | ---------------- | ---------------- | ---------------- | ---------------- | ---------------- | ---------------- | ---------------- | ---------------- | ---------------- | ---------------- | ---------------- | ---------------- | ---------------- | ---------------- |
| SPÖ             | 1324             | 71,76            | 19               | 1285             | 73,85            | 18               | 1210             | 74,01            | 18               | 1058             | 67,95            | 17               | 1284             | 74,05            | 18               | 795              | 50,51            | 12               |
| ÖVP             | 249              | 13,50            | 3                | 280              | 16,09            | 3                | 307              | 18,78            | 4                | 304              | 19,52            | 5                | 339              | 19,55            | 4                | nicht kandidiert | nicht kandidiert | nicht kandidiert |
| FPÖ             | 166              | 9,00             | 2                | 175              | 10,06            | 2                | 118              | 7,22             | 1                | 109              | 7,00             | 1                | 111              | 6,40             | 1                | 451              | 28,65            | 6                |
| Grüne           | 106              | 5,75             | 1                | nicht kandidiert | nicht kandidiert | nicht kandidiert | nicht kandidiert | nicht kandidiert | nicht kandidiert | 60               | 3,85             | 0                | nicht kandidiert | nicht kandidiert | nicht kandidiert | nicht kandidiert | nicht kandidiert | nicht kandidiert |
| LINKE           | nicht kandidiert | nicht kandidiert | nicht kandidiert | nicht kandidiert | nicht kandidiert | nicht kandidiert | nicht kandidiert | nicht kandidiert | nicht kandidiert | 26               | 1,67             | 0                | nicht kandidiert | nicht kandidiert | nicht kandidiert | nicht kandidiert | nicht kandidiert | nicht kandidiert |
| VP neu          | nicht kandidiert | nicht kandidiert | nicht kandidiert | nicht kandidiert | nicht kandidiert | nicht kandidiert | nicht kandidiert | nicht kandidiert | nicht kandidiert | nicht kandidiert | nicht kandidiert | nicht kandidiert | nicht kandidiert | nicht kandidiert | nicht kandidiert | 328              | 20,84            | 5                |
| Wahlberechtigte | 3088             | 3088             | 3088             | 2789             | 2789             | 2789             | 2774             | 2774             | 2774             | 2704             | 2704             | 2704             | 2590             | 2590             | 2590             | 2341             | 2341             | 2341             |
| Wahlbeteiligung | 63,54 %          | 63,54 %          | 63,54 %          | 67,48 %          | 67,48 %          | 67,48 %          | 65,61 %          | 65,61 %          | 65,61 %          | 62,24 %          | 62,24 %          | 62,24 %          | 72,24 %          | 72,24 %          | 72,24 %          | 74,50 %          | 74,50 %          | 74,50 %          |

### Stadtrat
Neben Bürgermeister Michael Lampel und Vizebürgermeister Christian Popovits gehören weiters Angela Auer, Sonja Barwitius, David Kaufmann und Klaus Pleninger dem Stadtrat an.

### Bürgermeister
Michael Lampel (SPÖ) ist Bürgermeister der Stadtgemeinde. Er trat am 6. Dezember 2006 die Nachfolge von Gottfried Koos (SPÖ) an, der seit 2000 der Stadtgemeinde vorstand. Bei der Bürgermeisterdirektwahl wurde Lampel mit 79,95 % in seinem Amt bestätigt. Er erhielt damit mehr um 6,10 % Stimmen als seine Partei. Seine beiden Mitbewerber Peter Fink (ÖVP) und Christian Kerper (FPÖ) erhielten 13,42 % bzw. 6,63 %.
Bei der Wahl 2022 wurde Michael Lampel mit 79,58 Prozent der Stimmen im ersten Wahlgang als Bürgermeister bestätigt.

### Chronik der Bürgermeister
| von       | bis       | Name            | Partei | Anmerkung                   |
| --------- | --------- | --------------- | ------ | --------------------------- |
| 1923      | 1930      | Franz Schön     | SDAP   |                             |
| 1930      | 1934      | Karl Hammer     | SDAP   |                             |
| 1934      | 1938      | Johann Bella    | VF     | Ständestaat, Diktatur       |
| 1938      | 1938      | Franz Angerer   | VF     | Ständestaat, Diktatur       |
|           |           | Michael Deutsch | NSDAP  | Ortsgruppenleiter, Diktatur |
| 1945      | 1946      | Franz Ertl jun. | KPÖ    | Ortskommandantur Ebenfurth  |
| 1946      | 1950      | Josef Lechner   | KPÖ    | Parteienvereinbarung        |
| 1950      | 1972      | Josef Csech     | SPÖ    |                             |
| 1972      | 1980      | Wilhelm Lajos   | SPÖ    |                             |
| 1980      | 1987      | Franz Mikulits  | SPÖ    |                             |
| 1987      | 2000      | Mario de Martin | SPÖ    |                             |
| 2000      | 2006      | Gottfried Koos  | SPÖ    |                             |
| seit 2006 | seit 2006 | Michael Lampel  | SPÖ    |                             |

### Politische Entwicklung
Der 1. Parteitag der Sozialdemokratischen Partei des Burgenlandes fand am 17. Mai 1922 in Neufeld statt.
Bürgermeister Franz Schön übergab sein Amt am 25. Mai 1930 (nach unbewiesenen Korruptionsvorwürfen) an Karl Hammer. Die letzte demokratische Gemeinderatswahl fand am 3. Mai 1931 statt, die KPÖ konnte auf Kosten der SPÖ zulegen.
Als Folge des Februaraufstandes wurde die Sozialdemokratische Partei mitsamt all ihren Teilorganisationen und ihr nahestehenden Vereinen aufgelöst und jede Tätigkeit im Sinne der Sozialdemokratie für illegal erklärt. Alle gewählten Abgeordneten, Mandatare und Amtsträger der SDAP wurden abgesetzt, und durch christlichsoziale Politiker bzw. Vertreter der Vaterländischen Front ersetzt. Am 28. August 1934 wurde Josef Bella durch ernannte Gemeinderäte zum Bürgermeister gewählt.

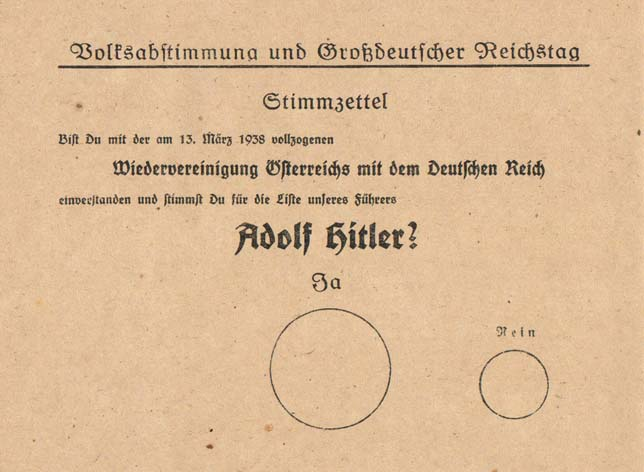
Stimmzettel vom 10. April 1938

Franz Angerer, der letzte Bürgermeister im Ständestaat löste Johann Bella ab und amtierte kaum einen Monat lang, seine Amtszeit endete mit der militärischen Besetzung Österreichs am 12. März 1938 durch die Wehrmacht. 
Am 10. April 1938 fand eine Volksabstimmung über den bereits vollzogenen Anschluss statt, das Gemeindeergebnis zeigt keine nennenswerte Abweichung vom Gesamtergebnis 1692 Abstimmende von 1707 Stimmberechtigten – nur Ja-Stimmen. Neufeld wurde wie das ganze nördliche Burgenland per Reichsgesetz am 15. Oktober 1938 Niederösterreich – dem späteren Reichsgau Niederdonau – zugeschlagen. Der Aufbau der Verwaltung wurde durch das Ostmarkgesetz vom 14. April 1939 geregelt, damit ergab sich gemäß NSDAP-Struktur eine Zuordnung der Gemeinde Neufeld an der Leitha zum Kreis Eisenstadt im Reichsgau Niederdonau.
Sowjetische Truppen besetzten – nach kurzem Kampf – am 1. April 1945 um 16:30 Uhr Neufeld. KPÖ und SPÖ bildeten am 4. April 1945 die erste Gemeindeverwaltung Neufelds, die der Ebenfurther Ortskommandantur untergeordnet war. Die ÖVP erhielt am 31. Juli 1945 zwei Mandate in der provisorischen Gemeindeverwaltung in der damit drei Parteien vertreten waren. Bei der Nationalratswahl am 25. November erhielt die KPÖ nur 5 % der Stimmen – in Neufeld waren es 14,81 % von 1263 gültigen Stimmen. Josef Lechner (KPÖ) wurde am 2. Juli 1946 neuer Bürgermeister und folgte damit Franz Ertl jun. nach Vizebürgermeister wurde Josef Csech (SPÖ), der Gemeinderat wurde auf Basis einer Parteienvereinbarung zusammengesetzt. Am 17. August 1950 trat Josef Lechner von seinem Amt zurück, interimistischer Nachfolger war Josef Csech der auch nach der kurz darauffolgenden Gemeinderatswahl Bürgermeister blieb. 
Am 26. November 1950 fand die erste freie und demokratische Gemeinderatswahl seit dem 3. Mai 1931 statt. Das Ergebnis in Mandaten war: SPÖ 13, ÖVP 3 und KPÖ 1, signifikant ist, dass die KPÖ bei dieser Wahl alle 13 Bürgermeisterposten im Burgenland verlor. Am 8. September 1972 wurde Josef Csech im Gemeinderat verabschiedet, er war der am längsten dienende Bürgermeister Neufelds.
Nachdem die Mandatszahl von 17 auf 21 erhöht wurde lautete die Verteilung nach der Gemeinderatswahl vom 29. Oktober 1972: SPÖ 15, ÖVP 5, KPÖ 1, neuer Bürgermeister wurde Wilhelm Lajos. Bei der Wahl am 23. Oktober 1977 wanderte das Mandat der KPÖ zur ÖVP damit wurde das bisher historisch beste Ergebnis der ÖVP eingefahren. 
Am 25. Oktober 1979 kam es zu Angriffen auf den Bürgermeister aus der eigenen Fraktion, am 2. Oktober folgte ein Misstrauensantrag der SPÖ-Fraktion gegen Lajos, der den Rücktrittsaufforderungen aus den eigenen Reihen nicht nachgekommen war, dieser wurde im Gemeinderat abgelehnt (8 dagegen, 8 dafür, 3 Enthaltungen). Am 14. April 1980 wurde Bürgermeister Wilhelm Lajos – der mittlerweile aus der SPÖ ausgeschlossen war – durch einen Misstrauensantrag gestürzt, mit 13 gegen 8 Stimmen.
Franz Mikulits wurde am 24. April 1980 gegen die Stimmen der ÖVP zum Bürgermeister gewählt, damit endete die Lähmung des Gemeinderates. Bei der folgenden Gemeinderatswahl (24. Oktober 1982) wanderte ein Mandat von der ÖVP zur SPÖ, Franz Mikulits wurde wiedergewählt – dieser kündigte am 2. Jänner 1987 seinen Rücktritt an. 
Der Gemeinderat wählte Mario de Martin am 26. Jänner zum Nachfolger. Nach der Gemeinderatswahl vom 25. Oktober 1987 (SPÖ 16, ÖVP 5) wurde Mario de Martin vom Gemeinderat am 5. November mit fünf Enthaltungen zum Bürgermeister gewählt. Bei der Gemeinderatswahl vom 18. November 1992 wurde zum ersten Mal der Bürgermeister in Direktwahl ermittelt, de Martin konnte sich mit 80,87 % durchsetzen, im Gemeinderat waren die Mandate: SPÖ 19, ÖVP 4.
Die Neufelder Ortsgruppe der FPÖ konstituierte sich am 17. Februar 1997. Bürgermeister Mario de Martin wurde am 5. Oktober 1997 wiedergewählt, die FPÖ schaffte den Einstieg in den Gemeinderat mit sechs Mandaten (SPÖ 12, FPÖ 6, ÖVP 5). Mario de Martin trat am 25. Februar 2000 zurück, Vizebürgermeister Gottfried Koos wurde mit der Weiterführung der Amtsgeschäfte beauftragt, bei der Bürgermeisterdirektwahl am 18. Juni konnte er sich mit 62,3 % durchsetzen. Die Wahlen vom 6. Oktober brachten eine deutliche Bestätigung von Bürgermeister Koos mit einem Stimmenanteil von 85,13 % auch die FPÖ verlor fünf Mandate und die ÖVP eines, diese gingen alle zur SPÖ, damit ergab sich eine neue Aufteilung: SPÖ 18, ÖVP 4 FPÖ 1. Nach dem Rücktritt von Gottfried Koos am 15. November 2006 wurde Michael Lampel in geheimer Wahl mit 22 Ja-Stimmen (keine Nein-Stimme) zum neuen Bürgermeister gewählt, bei der Direktwahl 2007 erhielt er 80,97 % der Stimmen.

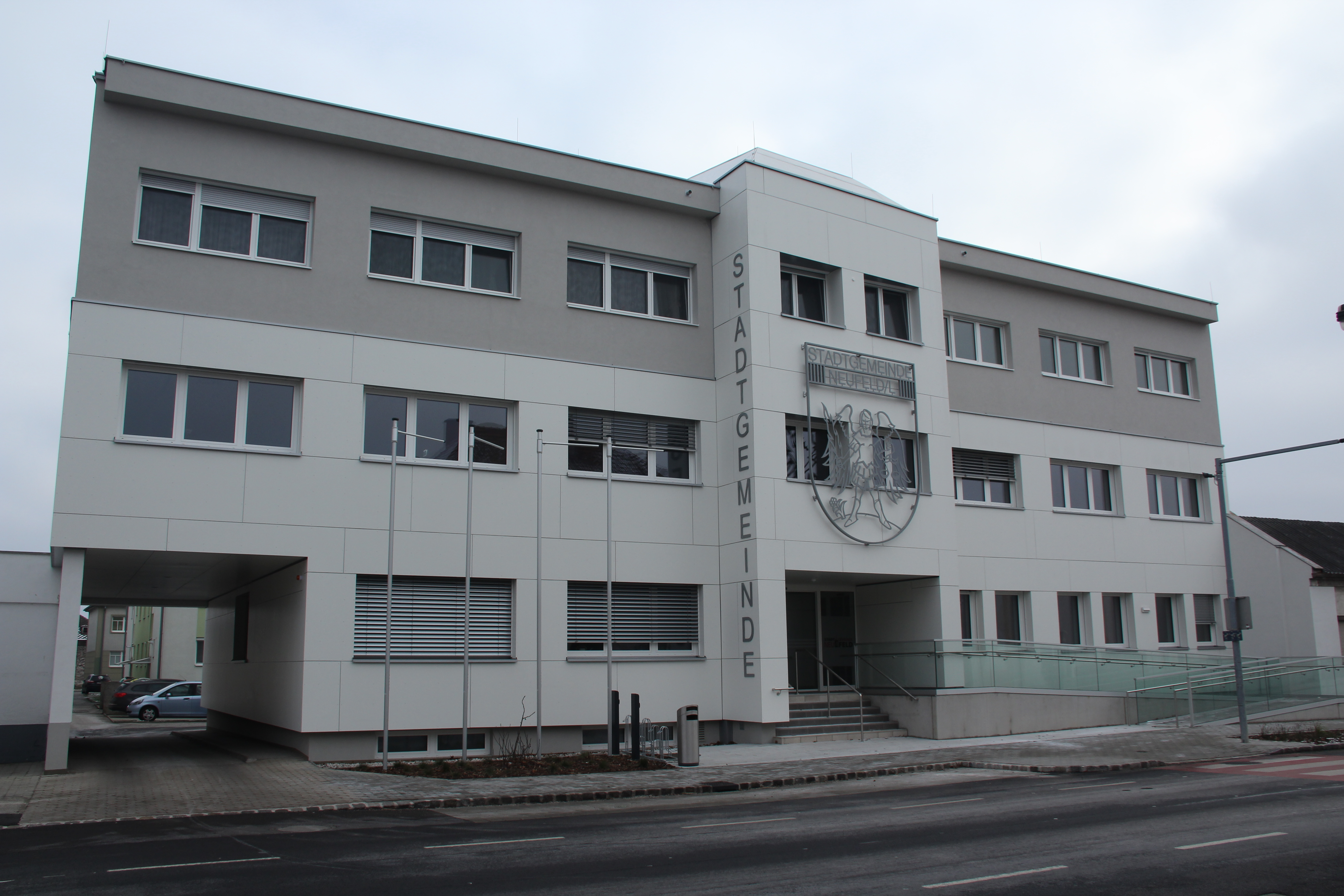
Gemeindeamt nach dem Umbau (2022)

Im September 2022 wurde das Rathaus von Landeshauptmannstellvertreterin Astrid Eisenkopf und Bürgermeister Michael Lampel nach einem Umbau neu eröffnet. Mit dem Umbau wurde das ehemalige Bank Burgenland Gebäude mit dem Rathaus vereint. Insgesamt wurden rund drei Millionen Euro für den Umbau investiert.

### Wappen
Das Wappen ist in den Ortsfarben Blau-Gold-Rot gehalten.
Blasonierung: „Im Schild (Siegelfeld) auf einem Boden die stehende Figur des hl. Erzengels Michael (Kirchenpatron) in der Tracht eines römischen Legionärs. Der Heilige trägt in der Rechten ein Flammenschwert, in der Linken eine Seelenwaage. Aus dem Boden wächst rechts von der Figur eine Blume.“

## Persönlichkeiten
- Hans Bögl (1899–1974), österreichischer Politiker (SPÖ), Landeshauptmann des Burgenlandes, Abgeordneter zum Nationalrat (IX. GP)
- Franz Erntl (1902–1990), Maler
- Geza Gallos (1948–2013), Fußballspieler
- Walter Hofer (1940–2004), Politiker (SPÖ), Abgeordneter zum Landtag von Niederösterreich
- Herbert W. König (1908–1985), österreichischer Physiker und Elektroingenieur, Pionier der Mikrowellentechnik und des Lasers in Österreich
- Egon Kollarik (* 1957), österreichischer Sportschütze, 3 × Europameister, 1 × Weltmeister, 4 × Vizeweltmeister[31]
- Josef Kótay (1909–1980), burgenländischer Militärkapellmeister
- Ludwig Leser (1890–1946), österreichischer Politiker (SPÖ) und Landeshauptmann des Burgenlands
- Jürgen Mansberger (* 1988), österreichischer Fußballspieler
- Franz Mikulits (1949–2018), österreichischer Politiker (SPÖ), Abgeordneter zum Burgenländischen Landtag 1983–1987
- Franz Schön (1893–1957), österreichischer Politiker (SDAP), Abgeordneter zum Nationalrat (I. GP)
- Fred Sinowatz (1929–2008), österreichischer Historiker, SPÖ-Politiker, Minister für Unterricht und Kunst, 1983 bis 1986 Bundeskanzler von Österreich
- Hanna Sturm (1891–1984), österreichische Widerstandskämpferin
- Hans Wastl (1916–1986), österreichischer Politiker (SPÖ), Landeshauptmannstellvertreter des Burgenlandes, Mitglied des Bundesrates (1949–1953), Abgeordneter zum Nationalrat (X. GP)
- Oliver Wimmer (* 1991), österreichischer Musiker und Starmania-Gewinner 2009